# François Nemeth
Ne pas confondre avec le champion olympique de pentathlon moderne Ferenc Németh.
Ferenc (dit François) Nemeth, né en 1919, est un ancien joueur de basket-ball hongrois, évoluant au poste de pivot.

## Carrière
- 1947-1948 :   UA Marseille (Excellence)
- 1948-1950 :   ASVEL Villeurbanne  (Excellence et Nationale 1)
- 1950-1951 :   Racing club de France  (Nationale 1)

## Palmarès
- Champion de France 1948, 1949, 1950 et 1951
- 3e du championnat d'Europe 1946
- Élu meilleur joueur du championnat d'Europe 1946
- Premier joueur à marquer plus de 50 points (55) lors d'un match du championnat de France de basket-ball le 11 février 1951 contre les Hirondelles de Coutures (Victoire 82 à 55)